# Ricardo Graça
Ricardo Graça, né le 16 février 1997 à Rio de Janeiro au Brésil, est un footballeur brésilien qui évolue au poste de défenseur central à Júbilo Iwata.

## Biographie

### CR Vasco da Gama
De 2010 à 2017, Graça joue dans l'équipe juniors avec un prêt en 2016 au club du Vitória SC.
Il intègre en 2017 l'équipe en tant que remplaçant pour jouer en série A puis intègre l'effectif à partir de 2018 avec des titularisation en division inférieure.
En 2021, le club est relégué en deuxième division. À la date du début du championnat, il avait marqué quatre buts et donné deux passes décisives au cours de ces quatre-vingt-dix-neuf matchs pour les professionnels du club de Rio.

### En équipe nationale
Graça est appelé en 2021 pour jouer dans l'équipe du Brésil olympique comme remplaçant dans le tournoi olympique des Jeux olympiques de Tokyo ; l'équipe est sacrée championne olympique sans que Graça ne dispute la moindre minute de jeu.

## Palmarès

### En sélection nationale
Brésil olympique
- Jeux olympiques (1) :
  -  Or : 2020.